# Mariápolis
Mariápolis é um município brasileiro do estado de São Paulo. Sua população estimada em 2024 era de 3.539 habitantes. O município é formado pela sede e pelo distrito de Mourão.

## História
As terras que formam o município de Mariápolis foram vendidas pelo coronel Delfino Cerqueira à Cia de Aviação São Paulo – Mato Grosso no ano de 1911. A colonização, entretanto, foi efetuada pela Companhia Industrial, Mercantil e Agrícola, concessionária da Companhia Viação São Paulo – Mato Grosso, em Mariápolis.
Em 1940, foi iniciada a colonização da zona rural, com a formação da primeira fazenda construída por Jan Antonín Baťa – presidente das companhias proprietárias e concessionárias de uma sólida ponte sobre o rio do Peixe, ligando Mariápolis a Presidente Prudente, sendo a seguir iniciada a exploração da madeira, com a derrubada das matas virgens.
Em 1943, Jan Bata acompanhado do agrimensor e demais membros da gerência da companhia colonizadora, determinaram o espigão da colina da Gleba - ainda em plena mata virgem - para localização do futuro município e, estabelecimento das estradas e plano de urbanização das ruas e praças.
Ainda em 1943 teve o início da venda dos lotes da zona urbana, sendo o primeiro comprador o senhor Antonio Jacomeli. A Companhia Industrial Mercantil e Agrícola (Cima) era representada em Mariápolis pelos senhores Josef Kielkowski e João Fonsek, que desenvolveram eficiente plano de colonização, dotando Mariápolis, rapidamente, de densa população.
As primeiras produções agrícolas do município foram arroz, algodão e milho, nas propriedades de Vicente Amorim e Salu Salustiano. A primeira plantação de café, nas terras do município, foi feita por José Morão. Em 12 de abril de 1945 foi inaugurada a primeira linha de transporte de passageiros em veículo coletivo, de propriedade do senhor Arnaldo Segundo.
Em 1945, Mariápolis já contava com grande produção agrícola, tendo sido instaladas nesse ano as primeiras indústrias e diversos estabelecimentos comerciais. Ao vigário Bernardes coube erigir a primeira cruz de Cristo no município, tendo também construído a primeira capela em louvor à Sagrada Família. O fundador e pioneiro José Alves Rodrigues buscou o vigário no município de Lucélia para a celebração.
Em 1948, Mariápolis, pela Lei Quinquenal, foi elevado à categoria de Distrito de Paz, fazendo parte do município de Adamantina, também criado na mesma época. Em 1953, sob o comando de José Alves Rodrigues, José Antônio de Souza e Nelson de Souza, Mariápolis pleiteou a criação de seu município, sendo o objetivo alcançado em 30 de dezembro de 1953 (71 anos), tendo sido o município instalado a 3 de janeiro de 1955.
A denominação Mariápolis foi adotada em homenagem à esposa do presidente da companhia colonizadora, dona Maria J. Bata (1902-1987). A cidade pertenceu à comarca de Lucélia até 30 de dezembro de 1953, ficando depois subordinada a comarca de Adamantina. O aniversário da cidade é comemorado em 8 de dezembro.

### Formação territorial-administrativa
Histórico da formação do município:
- Distrito criado no município de Adamantina pela Lei nº 233, de 24/12/1948.
- Município criado pela Lei nº 2.456, de 30/12/1953.

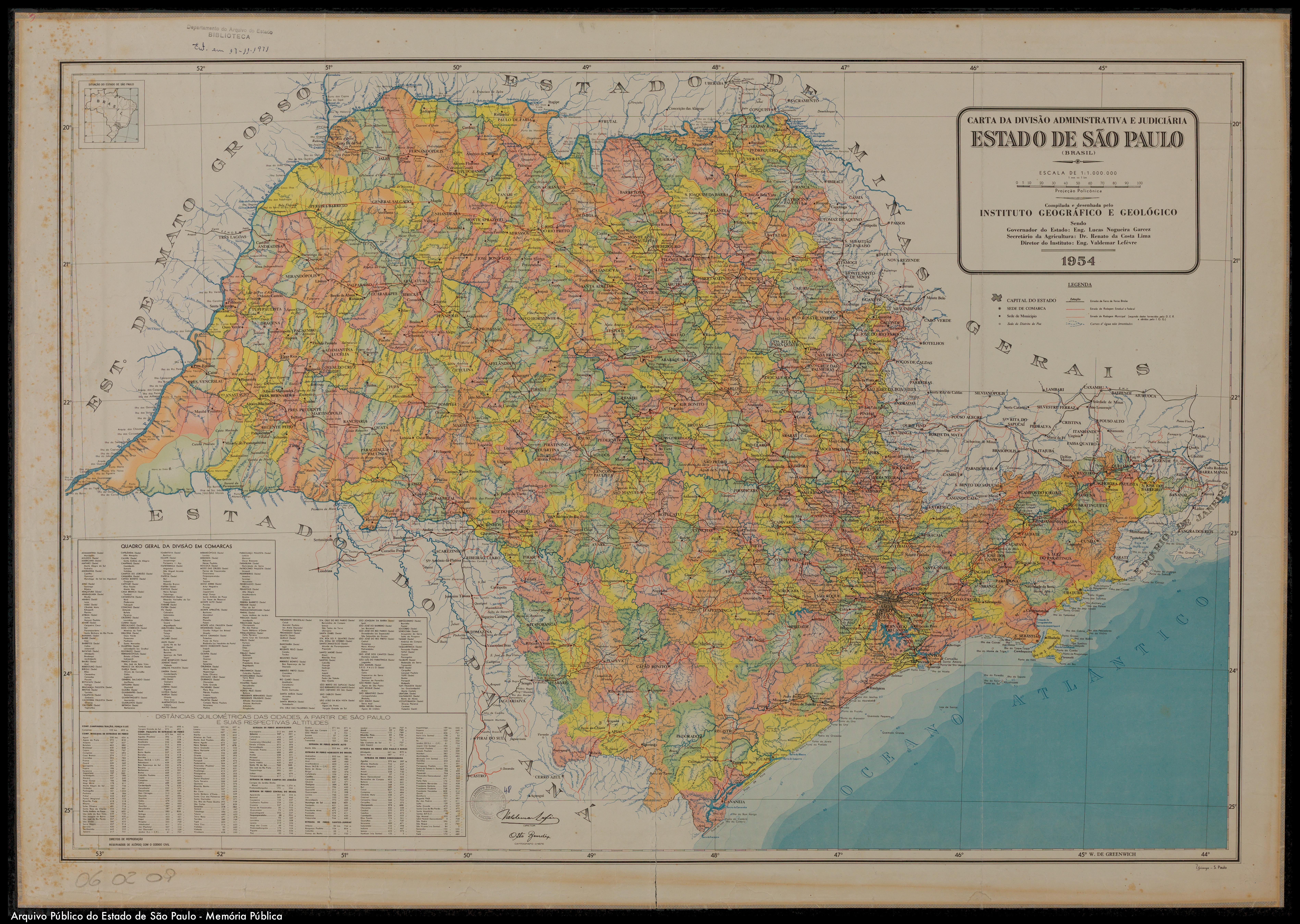
Estado de São Paulo (1953).

## Demografia

### População
| Crescimento populacional                             | Crescimento populacional | Crescimento populacional | Crescimento populacional |
| Ano                                                  | População Total          |                          | %±                       |
| ---------------------------------------------------- | ------------------------ | ------------------------ | ------------------------ |
| 1958                                                 | 9 268                    |                          | —                        |
| 1960                                                 | 11 397                   |                          | 23,0%                    |
| 1970                                                 | 7 543                    |                          | −33,8%                   |
| 1980                                                 | 5 326                    |                          | −29,4%                   |
| 1991                                                 | 4 352                    |                          | −18,3%                   |
| 2000                                                 | 3 854                    |                          | −11,4%                   |
| 2010                                                 | 3 916                    |                          | 1,6%                     |
| 2022                                                 | 3 513                    |                          | −10,3%                   |
| Est. 2024                                            | 3 539                    | [ 10 ]                   | 0,7%                     |
| Fontes: Censos Demográficos IBGE e Estimativas SEADE |                          |                          |                          |

### Dados demográficos
Dados do Censo - 2000
População total: 3.854
- Urbana: 2.803
- Rural: 1.051
- Homens: 1.986
- Mulheres: 1.868

Densidade demográfica (hab./km²): 20,71
Mortalidade infantil até 1 ano (por mil): 19,31
Expectativa de vida (anos): 69,48
Taxa de fecundidade (filhos por mulher): 2,26
Taxa de alfabetização: 83,76%
Índice de Desenvolvimento Humano (IDH-M): 0,739
- IDH-M Renda: 0,644
- IDH-M Longevidade: 0,741
- IDH-M Educação: 0,833

(Fonte: IPEADATA)

## Geografia
Localiza-se a uma latitude 21º47'56" sul e a uma longitude 51º10'53" oeste, estando a uma altitude de 410 metros. Possui uma área de 186,098 km².

### Hidrografia
- Rio do Peixe

### Rodovias
- SP-294

## Infraestrutura

### Comunicações
O sistema de telefones automáticos foi inaugurado na cidade em 1982 pela Telecomunicações de São Paulo (TELESP), que também implantou o sistema de discagem direta à distância (DDD) em 1986 com o código de área (0189). Anteriormente a cidade era atendida pela Cia. Telefônica Alta Paulista.
Na década de 90 o código DDD da cidade foi alterado para (018), para padronização do sistema telefônico com a telefonia celular que estava sendo implantada em todo o estado.

## Administração
Prefeitos
- Luiz Thomaz de Aquino
- Benedito Antonio João
- Joaquim da Costa e Silva
- Bernardo Meneghetti
- Ary Toledo Silva
- Osvaldo Martins
- Dair Natal de Freitas
- José Eronis Barbosa da Silva
  - Valdemar Garcia (substituto)
- Olindo Bottan (Zagalo)
- José Aparecido de Oliveira
- Ismael Calori
- Valdir Dantas de Figueiredo (2017 / 2020)
  - Herminia Garcia Jordão (Vice-Prefeita)
- Ricardo Mitsuro Watanabe (2021 / 2024)
  - Gilson Paulo Ferreira (Vice-Prefeito)

## Religião
O Cristianismo se faz presente na cidade da seguinte forma:

### Igreja Católica
- A igreja faz parte da Diocese de Marília.[18]

### Igrejas Evangélicas
- Assembleia de Deus Ministério do Belém.[19][20]
- Congregação Cristã no Brasil.[21]